# Петър Генчев (футболист)
Вижте пояснителната страница за други личности с името Петър Генчев.
Петър Генчев е български футболист, защитник, който към 2021 година се състезава за Ботев (Враца).

## Биография
Генчев започва кариерата си в Черноморец Бургас, като печели с тима бронзов медал през 2013 г. с отбора до 15 години, на който треньор е Ангел Стойков. След турнира той се мести в клуба от София Дит, а по-късно се премества в Септември (София). През 2015 г. той започва сезона със Септември във В група, но по-късно през същия сезон е даден под наем на Пирин (Разлог) в Б група.
Прави професионалния си дебют на 17 юли 2017 г., в двубоя от Първа лига срещу Дунав (Русе). На 4 юли 2018 г. Генчев е даден под наем на клуб от Втора лига ПФК ЦСКА 1948 до края на сезона. Напуска Септември София през юли 2019 г.
През август 2019 г. Генчев подписва с българския шампион Лудогорец 1945 (Разград), като играе за втория тим на клуба. Прави дебют на 5 август 2019 г. при победа с 2:0 над Спартак Плевен.
На 24 август 2020 г. Генчев беше включен в групата на отбора за двубоя от Шампионската лига срещу ФК Мидтиланд, след контузията на Георги Терзиев.
През декември 2020 г. Генчев прекратява договора си с Лудогорец (Разград) и се присъединява към Ботев (Враца).